# 1000 Ohm
1000 Ohm is een Belgische newwaveband die bestond van 1980 tot 1987. De band had een hit met het nummer A.G.N.E.S.
1000 Ohm werd opgericht door Frank Van Bogaert, die toentertijd pas achttien jaar was, Koen Van Assche, Johan Van Herck en Erwin Vermeulen. De band maakte elektronische muziek en omvatte synthesizers, basgitaar en slagwerk. Van Bogaert was muzikaal autodidact en studeerde tussendoor voor ingenieur. De naam 1000 Ohm verwijst naar een versterker: een ohm is de eenheid van elektrische weerstand.
In 1981 brak 1000 Ohm door met A.G.N.E.S. (op zijn Engels uit te spreken, en gespeld), meteen het beroemdste nummer van de groep, dat een ware internationale culthit werd. De band kreeg contracten aangeboden en overleefde tot 1987, hoewel latere nummers nooit het succes van A.G.N.E.S. hebben geëvenaard. Het liedje is zorgvuldig gecomponeerd, met een stemmige, chromatische melodie, en is – ten minste in België – tot een icoon van begin jaren tachtig geworden.
De stijl van 1000 Ohm is typische koude darkwave, zeer melodieus en ietwat melancholisch. Ook primeren de technische effecten niet op de compositie: het is muziek waaraan gewerkt is. Tot op zekere hoogte zijn er gelijkenissen met Depeche Mode.

## Singles
- 1981 - A.G.N.E.S.
- 1982 - I Think She Understood/Berlin33
- 1983 - You Lose
- 1984 - Love in Motion
- 1985 - The Claim
- 1986 - Don't You Know
- 1987 - You're the One